# (960) Birgit
(960) Birgit és un asteroide del cinturó principal descobert per l'astrònom Karl Wilhelm Reinmuth en 1921 des de l'observatori de Heidelberg-Königstuh, Alemanya.
Deu el nom a una de les filles de l'astrònom suec Bror Asplind.
(960) Birgit pertany a la família Flora.
La seva distància mínima d'intersecció de l'òrbita terrestre és de 0,866286 ua. El seu TJ és de 3,609.
Les observacions fotomètriques recollides d'aquest asteroide mostren un període de rotació de 8,85 hores, amb una variació de lluentor de 12,4 de magnitud absoluta.